# Le Journal de la jeunesse
Le Journal de la jeunesse est un hebdomadaire français illustré, fondé en 1873 par la librairie Hachette, destiné aux enfants de dix à quinze ans. Il disparaît en 1914.
Vendu 40 centimes pour 16 pages, il cible les familles de la bourgeoisie.
Il mêle articles pédagogiques et œuvres de fiction. Les personnages de la future famille Fenouillard de Christophe y font leur première apparition en janvier 1889, sous le nom de famille Cornouillet. 

## Historique
Le titre est porté en 1816 et 1817 par un mensuel que rédige Félicité de Genlis. Il est repris plusieurs fois au cours du XIXe siècle, mais sans succès probant.
Déjà très présente sur le marché du livre scolaire, la librairie Hachette lance en janvier 1857, La Semaine des enfants, avec Charles Lahure et vendu 10 centimes. Ce n'est qu'au premier semestre 1873 que la librairie Hachette lance Le Journal de la jeunesse, mais vendu 40 centimes. Il s'agit à nouveau d'un hebdomadaire, destiné aux enfants de dix à quinze ans. Luxueux, abondamment illustré, il est réservé aux lecteurs des classes favorisées. Il cesse de paraître en 1914, en raison de la Première Guerre mondiale, et tente deux fois, en 1916 et 1919 de se relancer, sans succès, en ayant absorbé le Magasin d'éducation et de récréation.

## Contenu

### Articles pédagogiques
Des articles documentaires illustrés vulgarisent les sciences physiques, les sciences naturelles (les animaux sont très présents), l'archéologie, l'histoire et la géographie.

### Récits de fiction
Le journal propose aussi des contes (notamment d'inspiration orientale) et des romans-feuilletons édifiants. Les uns comme les autres sont illustrés de gravures insérées dans le texte, mais aussi de gravures pleine page qui sont des œuvres d'artistes connus (Édouard Riou, Henri Théophile Hildibrand, Charles Laplante, Fortuné Méaulle, Nicolas et Charles Barbant…)

### La famille Cornouillet
Le 12 janvier 1889, dans le no 841, débute un feuilleton illustré de Christophe, « Une partie de campagne », qui met en scène les quatre membres de la famille Cornouillet : Agénor (le père), madame Cornouillet, Artémise (la fille aînée) et Cunégonde (la cadette). Le récit, en dix épisodes, paraît jusqu'au 16 mars (no 850).
Le 31 août, cette famille burlesque reprend du service sous le nom de famille Fenouillard dans un journal concurrent que vient de lancer l'éditeur Armand Colin : Le Petit Français illustré. Les personnages conservent tous les traits de la famille Cornouillet. Mais ce n'est plus du texte illustré. C'est de la bande dessinée.

## Contributeurs
- Marie d'Agon de la Contrie